# Szminka w wielkim mieście
Szminka w wielkim mieście (tytuł oryg. Lipstick Jungle) – amerykański serial telewizyjny nadawany w latach 2008–2009 przez stację NBC, na kanwie książki Candace Bushnell pod tym samym tytułem. W Polsce serial wyemitowała stacja TVP 1. Oficjalna decyzja o zakończeniu emisji Szminki w wielkim mieście zapadła w pierwszym kwartale 2009 roku, o czym 28 marca '09 poinformował tygodnik Entertainment Weekly.

## Zarys fabuły
Serial, którego akcja osadzona jest w Nowym Jorku, ukazuje losy trzech przyjaciółek: Victory Ford, projektantki mody, Nico Reilly, redaktor naczelnej magazynu Bonfire, oraz Wendy Healy, byłej szefowej wytwórni filmowej Parador Pictures, obecnie produkującej projekty niezależne.

## Obsada
- Brooke Shields – Wendy Healy
- Kim Raver – Nico Reilly
- Lindsay Price – Victory Ford
- Paul Blackthorne – Shane Healy
- Robert Buckley – Kirby Atwood
- Andrew McCarthy – Joe Bennett
- Rosie Perez – Dahlia Morales
- David Alan Basche – Mike Harness
- Mary Tyler Moore – Joyce
- David Norona – Salvador Rosa
- Matt Lauria – Roy Merritt
- James Lesure – Griffin Bell
- Vanessa Marcil – Josie Scotto
- Lorraine Bracco – Janice Lasher
- Uma Incrocci – Nora
- Edward Kerr – Dennis
- Sarah Hyland – Maddie Healy
- Dylan Clark Marshall – Taylor Healy
- Julian Sands – Hector Matrick
- Christopher Cousins – Charles Reilly
- Natasha Bedingfield – ona sama